# A nitrogén-monoxid biológiai funkciói

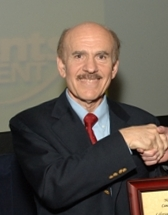
Louis Joseph Ignarro (1941–) amerikai farmakológus 1998-ban Robert Furchgott és Ferid Murad kutatókkal megosztva orvostudományi Nobel-díjban részesült a nitrogén-monoxid hatásmechanizmusának felfedezéséért

A nitrogén-monoxid biológiai funkciói olyan neurotranszmitter vagy modulátor hatások, amelyek elsősorban a kardiovaszkuláris rendszer simaizomzatában, immunfolyamatokban és az idegrendszerben érvényesülnek a sejtek guanilát-cikláz aktiválásán keresztül.

## A nitrogén-monoxid biológiai jelentősége
A nitrogén-monoxid gáz-halmazállapotú, egyszerű szervetlen vegyület, amely vízben rosszul, de zsírokban jól oldódik, ezért a sejt lipidmembránján könnyedén átjutva a sejtek között szabadon és gyorsan diffundál.
Párosítatlan elektront tartalmazó, úgynevezett szabad gyök, ezért életideje – a környezeti körülményektől függően – rendkívül rövid, a kémiai felezési ideje kevesebb, mint 30 másodperc. A nitrogén-monoxid fontosságát az adja, hogy az élettani funkciók irányításában, biokémiai folyamatok szabályozásában, a sejtek közötti jelátvitelben játszik fontos szerepet. Hatását a sejt citoplazmájában található guanilát-ciklázon keresztül, annak aktiválásával fejti ki. Az élővilágban rendkívül elterjedt, megtalálható baktériumokban, növényekben, állatokban. Hatásának erőssége és tartama elsősorban annak függvénye, hogy keletkezési helyétől milyen távolságra diffundál a rövid életideje alatt.